# Informatica giuridica
L'informatica giuridica è una disciplina che studia l'informatica applicata al diritto.

## Evoluzione storica
Uno dei padri fondatori dell'informatica giuridica è Gottfried Leibniz (1646-1716), il quale già nel XVII secolo avanzava l'idea del ragionamento quale tecnica calcolabile, definiva le caratteristiche fondamentali della logica delle modalità normative. Il fondatore dell'informatica giuridica suole peraltro ravvisarsi in Lee Loevinger il quale nel 1949 propone l'uso del termine giurimetria per indicare un nuovo modo di accostarsi al diritto, ispirato al metodo scientifico, aspetto essenziale della giurimetria, accanto all'uso di tecniche logiche e matematiche nella trattazione dei problemi giuridici.
A differenza di quanto si potrebbe pensare l'informatica giuridica non è la scienza che studia i problemi giuridici legati all'informatica e, insieme, le applicazioni informatiche per il diritto: in questo caso si parla di diritto dell'informatica.
L'informatica giuridica invece può essere intesa come la disciplina che utilizza i calcolatori elettronici nel campo del diritto, ed in questo caso la sua nascita va formalmente collocata alla metà degli anni quaranta, oppure va intesa, come fenomeno più ampio che riguarda l'insieme dei rapporti tra diritto e scienze formali, in questo caso la sua storia affonda le sue origini molto più indietro nel tempo e tende ad identificarsi con la storia del diritto stesso, poiché tutta l'evoluzione del pensiero giuridico mostra una continua oscillazione tra tendenze formalistiche e tendenze realistiche e tra metodologie logistiche e metodologie storicistiche.
Nella prima accezione fu Norbert Wiener, padre fondatore della cibernetica, ad accennare ad una possibile applicazione della teoria dei servomeccanismi al funzionamento del diritto e, nello stesso anno, un manager giurista americano, Lee Loevinger a proporre esplicitamente di sfruttare i vantaggi offerti dalle tecniche elettroniche per studiare e risolvere i problemi giuridici; con questo nuovo ambito di indagine, a cui fu dato il nome di giurimetria, si intendeva indagare la scientific investigation of legal problem. In Italia i primi ad occuparsi dell'informatica giuridica furono Vittorio Frosini, Mario G. Losano e Renato Borruso. È l'impiego di strumenti informatici per elaborare dati giuridici.
I primi studiosi della materia hanno distinto tra informatica giuridica "documentale" (o documentaria) e informatica giuridica "metadocumentale" (o decisionale o modellistica giuridica o metadocumentaria o intelligenza artificiale nel diritto), in tempi più recenti sono state studiate le applicazioni giuridiche come la costruzione di un sistema esperto per il giudice o il pubblico ministero l'avvocato o l'uso dell'ipertesto e di applicazioni informatiche nella Legislazione e per l'organizzazione e l'attività della pubblica amministrazione.
Norbert Wiener ha anche sottolineato nei suoi studi i rapporti tra cibernetica e il diritto, considerato come sistema di istruzioni logiche e concrete.
Fino a quel momento (metà degli anni quaranta) le applicazioni elettroniche non avevano mai sfiorato aree umanistiche, ma si erano limitate ad applicazioni industriali.
Nel 1949 Lee Loevinger proponeva di sfruttare i vantaggi offerti dalle tecniche elettroniche per risolvere i problemi giuridici.
Questo nuovo ambito d'indagine fu chiamato Giurimetrica.
Lee Loevinger ricorre agli elaboratori nella propria attività di giurista presso la Divisione Antitrust americana, del Dipartimento di Giustizia. L'utilizzo dei calcolatori in questo ambito permetteva così di effettuare determinati controlli entro limiti di tempo accettabili.
Lee Loevinger ha poi esteso il concetto in "giurimetria", intendendo lo studio e la "misurazione" delle decisioni giudiziarie, sia per valutarne la prevedibilità, sia per creare modelli decisionali artificiali.
Accanto alle definizioni "classiche" della i.g. si sono sviluppate le riflessioni teoriche sulla Legimatica, applicando i sistemi esperti informatici come ausilio alla redazione di testi di legge, rendendoli più leggibili.
L'informatica giudiziaria (gestionale, documentaria, forense) si concentra oggi sui tool informatici a disposizione del giurista, sulla redazione di ipertesti giuridici e sulle applicazioni più in generale utili per la documentazione e la consultazione nell'ambito della giurisprudenza.
Nell'ultimo decennio si sono sviluppate le ricerche sul Diritto informatico, approfondendo in un quadro coordinato soprattutto gli aspetti giuridici concreti delle utilizzazioni dell'informatica e dei rapporti generali tra informatica e diritto, delle responsabilità regolate dal diritto civile o dal diritto penale, compresi gli aspetti della deontologia ed i vari problemi legati alla tutela della privacy nei trattamenti informatici di dati ed all'applicazione della legge sulla privacy.
Losano, nel 1968, propose di sostituire il termine giurimetria con il termine Giuscibernetica e di abbandonare lo schema loevingeriano suddividendo l'intera materia in quattro approcci fondamentali per accostarsi ai rapporti tra cibernetica e diritto: 
1. Approccio filosofico sociale
2. Cibernetica a retroazione
3. Applicazione della logica alle tecniche di formulazione del diritto
4. Uso dell'elaboratore nel settore giuridico.

Vittorio Frosini nel 1975 propose un nuovo termine: Giuritecnica, intendendo sottolineare il rapporto filosofico e sociale atto della tecnologia interattiva e informatica nel campo del diritto risultante dall'applicazione di procedimenti e strumenti tecnologici, fino a immaginare uno studio di ampio respiro e, soprattutto, coordinato dal punto di vista sociologico, etico e filosofico delle "Tecnologie" del diritto, nel quadro di un vero e proprio "umanesimo tecnologico". Occorre però precisare che Frosini fondava la sua prospettiva su un approccio filosofico di stampo neoidealista ed in particolare gentiliano: di conseguenza occorre leggere la sua concezione di "umanesimo" come "umanismo" attualista.
Nel 1980 una Raccomandazione CEE suggerì l'insegnamento, la ricerca e la formazione in materia d'informatica e diritto. Il programma proposto da quest'organo prevedeva, infatti, di considerare l'elaboratore elettronico come fondamentale strumento d'uso per il giurista e oggetto di regolamentazione giuridica e inoltre di approfondire sistematicamente, accanto alle problematiche dell'informatica, anche le applicazioni in campo giuridico e le problematiche legate principalmente alla privacy e alla sicurezza informatica.
Oggi l'informatica giuridica ha per oggetto l'applicazione della tecnologia dell'informazione al diritto: come ha affermato A.E. Perez-Luno, "è una disciplina bifronte nella quale si intrecciano una metodologia tecnologia con il suo oggetto giuridico, che a sua volta condiziona le stesse possibilità o modalità di applicazione".
Giovanni Sartor ha sottolineato che "l'informatica giuridica è la disciplina che studia gli aspetti giuridici della rivoluzione tecnologica, economica e sociale prodotta dall'informatica, l'elaborazione autormatica delle informazioni. Tale rivoluzione, l'informatizzazione, ha un duplice impatto sul diritto:
1. determina nuovi rischi e nuove opportunità per l'economia, la politica, la vita individuale e sociale, rischi e opportunità che richiedono una risposta giuridica;
2. modifica il lavoro del giurista, che sempre più si avvale di strumenti informatici".[5]

## Applicazione pratica
Gli sviluppi della materia hanno per altro portato a differenziare numerosi aspetti teorici e pratici, quale, ad esempio, l'informatica amministrativa, che nella sua più avanzata espressione, prende il nome di amministrazione digitale o teleamministrazione, nelle quali il riconoscimento del valore giuridico degli atti in forma elettronica ha creato il nuovo scenario del lavoro telematico.
In tale ambito l'espressione informatica giuridica, in quanto legata alle origini, è, con maggiore precisione, riferibile alla teoria ed alla pratica legata alla gestione delle banche di dati, ed in particolare all'informatica giuridica documentaria. Vi è però anche una ricaduta dell'obbligo di utilizzare lo strumento informatico per accedere alla giustizia, giudicata un ritorno al formalismo giuridico in una nuova veste.